# Anthela euryphrica
Anthela euryphrica là một loài bướm đêm thuộc họ Anthelidae. Loài này có ở Úc.